# 斎藤恭紀
斎藤 恭紀（さいとう やすのり、1969年（昭和44年）2月22日 - ）は、日本の気象予報士・防災士、元政治家。元衆議院議員（1期）。

## 略歴
千葉県千葉市出身。千葉県立磯辺高等学校を経て、日本大学文理学部を卒業した。

### 気象キャスター
1992年にウェザーニューズに入社し、同時に朝日放送に気象キャスターとして派遣される。
1997年にウェザーニューズ本社へ戻り、同社の気象予報センターへ異動すると、その翌年の1998年には気象予報専門チャンネル『WEATHER NEWS』に出向異動となり、更に1999年にはテレビ朝日に派遣され、『ANNスーパーJチャンネル』（土曜・日曜）の気象予報コーナーを担当、3年間務めた。
2002年2月に東北放送 (TBC) に入社。同年4月にスタートした朝の情報番組『おはよう!グッデイ』の中のローカルコーナー「グッデイみやぎ」の気象キャスターとして起用され、2008年3月28日放送分『ウォッチン!みやぎ』までの同枠時間帯の気象キャスターを務めたほか、TBCラジオでも気象予報を担当し、私立TBC気象台の所長を務めた。また宮城県の地方紙『河北新報』でも天気予報コラムを執筆した。
2008年3月末をもって東北放送を退社し、仙台市泉区に気象予報士の派遣などを業務とする株式会社斎藤予報士事務所を設立。
2014年1月より福島テレビにて気象予報士として気象情報を担当している。

### 衆議院議員
2008年4月10日、民主党が第45回衆議院議員総選挙の宮城2区における公認候補者に斎藤を擁立する方針を固め、これを受けて同年4月13日に出馬を表明、2009年8月31日に施行された衆議院選挙で158,041票を獲得して初当選。
2010年11月、内閣府行政刷新会議による事業仕分け第3弾の「仕分け人」の一員として、特別会計制度の見直し作業を行った。
2011年12月28日、野田内閣の消費増税路線に反発し、内山晃らとともに離党届を提出し（民主党は2012年2月7日の常任幹事会で離党届を受理せず除籍処分とすることを決定した）、2012年1月5日に内山らと共に『新党きづな』を旗揚げした。同党幹事長代行、政務調査会長を歴任。
2012年2月時点で、衆議院では東日本大震災復興特別委員会、環境委員会、総務委員会にそれぞれ所属していた。
2012年11月15日、国民の生活が第一に合流。11月28日、日本未来の党に合流。
2012年12月の第46回衆議院議員総選挙に宮城2区から出馬するも、比例復活もならず落選。
2013年12月15日のTwitterで、「政治活動にけじめをつけることになりました。志と現実の狭間で悩み続けましたが、苦渋の決断をしました。私の使命は「国民の命と財産を守ること」。これからは気象予報士として社会の役に立てるように頑張ることになりました。」と政界引退を表明した。

### 人物
ウェザーニューズ時代は主にテレビ・ラジオ番組への出演が多く、朝日放送出向派遣時には兵庫県南部地震に遭遇している。
東北放送時代に出演していた『ウォッチン!みやぎ』では横山義則前キャスターとのやり取りや、わかりやすい予報と、親しみやすいキャラクター（「でびこちゃん」や「冬将軍」などのサブキャラも登場）で地元での人気を不動のものにしていた。また、私立TBC気象台初代所長を務めた。

## 気象予報士業務担当番組
テレビ
- ウォッチン!みやぎ（東北放送、2003年 - 2008年3月28日）
- FTVスーパーニュース（福島テレビ、2014年 - 2015年3月27日）
- FTVみんなの気象台（福島テレビ、2014年 - 2015年3月）
- FTV みんなのニュース（福島テレビ、2015年3月30日 - 2018年3月30日）
- サタふく（福島テレビ、2016年4月2日 - ）
- テレポートプラス（福島テレビ、2018年4月2日 - ）

ラジオ
- Goodモーニング（東北放送、- 2008年3月28日）「斎藤恭紀天気で元気」コーナー
- COLORS（東北放送、 - 2008年3月28日）「お天気散歩」コーナー

### ウェザーニューズ時代の担当番組
- スーパーJチャンネル（テレビ朝日、2000年 - 2002年）
- 天気予報（朝日放送、1992年 - 1996年）